# 湯平温泉

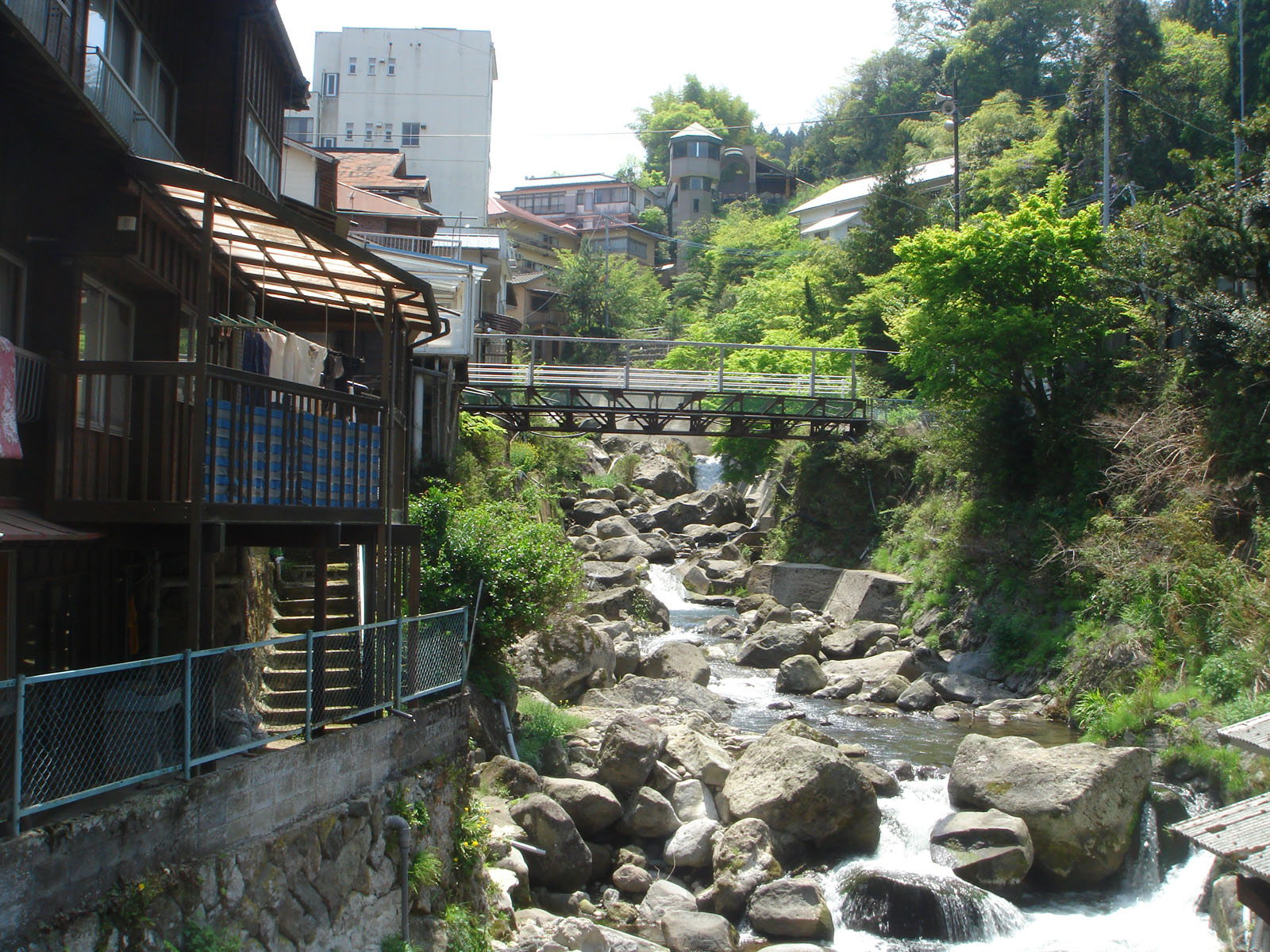
花合野川

湯平温泉（ゆのひらおんせん）は、大分県由布市湯布院町湯平（旧国豊後国速見郡）にある温泉。
由布市内の5地域の温泉からなる「湯布院温泉郷」の一つで国民保養温泉地に指定されている。鎌倉時代には既に湯治場として開湯していたとされ、史料でも室町時代には温泉が存在していたことが確認できる。

## 泉質
ナトリウム-塩化物・硫酸塩泉
- 弱食塩泉

## 温泉街
花合野川の渓谷沿いに位置する。温泉街の通りには江戸期に作られた石畳が敷かれ、その両側に飲食店や土産屋、共同浴場、旅館が並ぶ。
2022年（令和4年）8月現在、小規模家族経営の旅館が19軒、共同浴場が4軒、土産品や飲食店が10軒ある。
湯平温泉では飲泉場が設置されるなど飲泉文化で知られたが、湯量の減少や衛生上の都合により行われなくなった。飲泉文化の復活については検討も行われている。

### 共同浴場
以下の共同浴場がある。
5つの共同温泉が存在したが、2020年（令和2年）の豪雨で共同浴場「砂湯」が流出したため4軒となっている。
上流部から順に記す。
金の湯（金湯）
湯平温泉の中で最も歴史が古い温泉である。
中の湯
坂道の中ほどにあることから、この名がある。
銀の湯（銀湯）
もとは川の中から湧いており、銀粉のような白い結晶物が湯に混じっていたことから、この名がある。
橋本温泉
1922年（大正11年）に湯平温泉で5つ目の共同浴場として開かれた。
以下では2020年（令和2年）の豪雨で流出した共同浴場「砂湯」について述べる。
砂湯
もとは川底の砂地から湧いていたことから「砂湯」と呼ばれていた。砂蒸し風呂ではない。令和2年7月豪雨の影響で流失した。

## 歴史

### 開湯
一説では、鎌倉時代に木樵が猿が湯に入っていたところを見て、温泉があるのを発見したという開湯伝説がある。室町時代には温泉が存在していたことが確認できる。しかし、明治期の大火によって湯平温泉の歴史を記す古文書の多くが消失してしまったため、その歴史をたどるには湯平の外の文献に拠るしか方法がなくなっている。

### 江戸期
温泉街の骨格ができたのは江戸時代である。
享保年間、湯平の地を土石流（山津波）が襲い、その影響で疫病が発生した。惣庄屋であった工藤三助は病魔退散と町の修復のために村民を率い、花合野川の石を使って石畳を築き温泉街のシンボルとなった。

### 明治期以降
江戸時代には湯平温泉は藩湯とされていたが、1871年（明治4年）の廃藩置県後に地区に下賜されて十数軒が共同所有することとなった。
1912年（明治45年）4月20日に発生した大火で旅館や民家のほぼ全戸が焼失したが、火災直後から共同浴場や旅館、商店、発電所などが再建された。
昭和初期には療養型温泉として別府温泉に次いで九州で第2位の入湯客を誇り、当時の温泉番付で「西の横綱」に番付されたこともあった。
野口雨情のほか、1930年（昭和5年）には種田山頭火がこの地を訪れている。
明治〜大正期に存在した5箇所の共同浴場は2006年から2008年にかけて全てリニューアルされた。
- 2020年（令和2年）7月7日、深夜に発生した令和2年7月豪雨では、濁流により砂湯が流失する等、温泉街が大きな被害を受けた[4]ほか、2016年から旅館の公式キャラクター「電脳女将・千鶴」を発案し、Twitterで情報発信していた旅館「つるや隠宅」経営者一家4人が避難途中に遭難し、3人死亡1人行方不明となった[5]。

- 2022年（令和4年）9月18日、令和4年台風第14号による豪雨で花合野川が増水、道路などが浸食される被害[6]。

- 旅館「つるや隠宅」については2022年にゆのひら温泉観光協会が買い取り、観光拠点「石畳の駅つるや」として改修され、2024年（令和6年）3月1日にオープンすることになった[7]。

## アクセス
- 鉄道：JR九州久大本線湯平駅よりタクシーで約10分または徒歩約1時間。同線由布院駅よりタクシーで約30分。
※湯平駅・由布院駅からの路線バスは2007年1月に廃止され、由布市コミュニティバスが運行されしている。
- 車：大分自動車道湯布院インターチェンジより国道210号・大分県道537号湯平温泉線経由で約30分。

## ロケ地として利用した作品

### 映画
- 第30作（1982年（昭和57年）12月公開）男はつらいよ 花も嵐も寅次郎[8]。